# Unterseeboot 322
Le Unterseeboot 322 (ou U-322) est un sous-marin allemand (U-Boot) de type VII.C/41 utilisé par la Kriegsmarine (marine de guerre allemande) pendant la Seconde Guerre mondiale.

## Construction
L'U-322 est un sous-marin océanique de type type VII.C/41. Construit dans les chantiers de Flender Werke AG à Lübeck, la quille du U-322 est posée le 13 février 1943 et il est lancé le 18 décembre 1943. L'U-322 entre en service 2 mois plus tard.

## Historique
Mis en service le 5 février 1944, l'Unterseeboot 322 reçoit sa formation initiale à Stettin dans la 4. Unterseebootsflottille jusqu'au 31 octobre 1944, puis l'U-322 rejoint son unité de combat dans la 11. Unterseebootsflottille à Bergen.
L'U-322 a effectué deux patrouilles, sous les ordres de l'Oberleutnant zur See Gerhard Wysk, dans lesquelles il a coulé un navire marchand ennemi de 5 149 tonneaux et endommagé, de manière irrécupérable, deux autres navires marchands pour un total de 14 367 tonneaux au cours de ses 50 jours en mer.
Il réalise sa première patrouille en quittant Kiel le 2 novembre 1944. Il arrive à Horten en Norvège après cinq jours en mer, le 6 novembre 1944.
Le  15 novembre 1944, il quitte Horten pour sa deuxième patrouille. Après 45 jours en mer, un navire coulé et deux abimés de manière irrécupérable, l'U-322 est coulé le 29 décembre 1944 dans la Manche au sud de Weymouth, après avoir endommagé le même jour deux navires marchands ennemi, à la position géographique de 50° 25′ N, 2° 26′ O par des charges de profondeur lancées de la corvette canadienne HMCS Calgary. 
Les 52 membres d'équipage meurent dans cette attaque.

## Affectations successives
- 4. Unterseebootsflottille à Stettin du 5 février au 31 octobre 1944 (entrainement)
- 11. Unterseebootsflottille à Bergen du 1er novembre 1944 au 29 décembre 1944 (service actif)

## Commandement
- Oberleutnant zur See Gerhard Wysk du 5 février au 29 décembre 1944

## Patrouilles
|       | Commandant         | Départ           | Départ | Arrivée          | Arrivée | Jours    | Succès   |
| ----- | ------------------ | ---------------- | ------ | ---------------- | ------- | -------- | -------- |
| 1     | Oblt. Gerhard Wysk | 2 novembre 1944  | Kiel   | 6 novembre 1944  | Horten  | 5 jours  |          |
| 2     | Oblt. Gerhard Wysk | 15 novembre 1944 | Horten | 29 décembre 1944 | Coulé   | 45 jours | 19 516   |
| Total | Total              | Total            | Total  | Total            | Total   | 50 jours | 19 516 t |

Note : Oblt. = Oberleutnant zur See

### Opérations Wolfpack
L'U-322 n'a pas opéré avec les Wolfpacks (meute de loups) durant sa carrière opérationnelle.

## Navires coulés
L'Unterseeboot 322 a coulé un navire marchand ennemi de 5 149 tonneaux et endommagé, de manière irrécupérable, deux autres navires marchands pour un total de 14 367 tonneaux au cours des deux patrouilles (50 jours en mer) qu'il effectua.
| Date             | Nom du navire | Nationalité | Tonnage | Convoi | Fait                      |
| ---------------- | ------------- | ----------- | ------- | ------ | ------------------------- |
| 23 décembre 1944 | Dumfries      | Royaume-Uni | 5 149   | MKS-71 | Coulé                     |
| 29 décembre 1944 | Arthur Sewall | USA         | 7 176   | TBC-21 | Endommagé - Irrécupérable |
| 29 décembre 1944 | Black Hawk    | USA         | 7 191   | TBC-21 | Endommagé - Irrécupérable |

### Source et bibliographie
- (en) Cet article est partiellement ou en totalité issu de l’article de Wikipédia en anglais intitulé « German submarine U-322 » (voir la liste des auteurs).
- Chris Bishop, historien militaire (trad. de l'anglais par Christian Muguet), Les sous-marins de la Kriegsmarine : 1939-1945 : le guide d'identification des sous-marins [« The spellmount submarine identification guide : Kriegsmarine U-boats 1939-1945 »], Paris, Éd. de Lodi, 2008, 192 p. (ISBN 978-2-84690-327-1, OCLC 470721805, BNF 41298980)